# Giovanni Licata
Giovanni Licata, född 18 februari 1997, är en italiensk rugby union-spelare. Hans position är Flanker och han spelar för Zebre Rugby i Parma, Italien, utlånad från Fiamme Oro.  